# Michel Ier Bouvard de Fourqueux
Pour les articles homonymes, voir Michel Bouvard et Bouvard.
Michel Ier Bouvard de Fourqueux est un magistrat et administrateur français né en 1686 et mort en 1754 au château de Fourqueux. 
Issu d'une famille de médecins et de parlementaires, il est brièvement membre du Conseil de finances pendant la polysynodie et procureur de la Chambre des comptes de Paris de 1716 à 1743. Il est procureur de la Chambre de justice de 1716. Il organise la restitution au Trésor des chartes de manuscrits médiévaux possédés par son oncle Rouillé du Coudray.

## Une famille de médecins et de parlementaires
L'ancêtre de la famille est Charles Bouvard (1572-1658), premier médecin de Louis XIII et par conséquent surintendant du Jardin royal des plantes médicinales, à l'origine de l'actuel Jardin des Plantes. Il est anobli par Louis XIII en 1639. Son fils, Michel Bouvard, seigneur de Fourqueux, lui succède comme intendant du Jardin royal et y fait construire la première serre. Au XVIIIe siècle, la famille comporte encore des médecins, comme Michel-Philippe Bouvard, docteur régent de la faculté de Paris.
Dans la famille Bouvard de Fourqueux, plusieurs générations successives exercent une charge de conseiller au Parlement de Paris.  
Michel Bouvard de Fourqueux est le fils de Charles Michel Bouvard, seigneur de Fourqueux, conseiller au Parlement, procureur de la Chambre des comptes et de Marie-Françoise Rouillé. Dans la charge de procureur de la Chambre des comptes, Charles Michel Bouvard succède en 1701 à son beau-frère Hilaire Rouillé du Coudray et se démet en 1716 au profit de son fils Michel Bouvard de Fourqueux. Cette charge de procureur de la Chambre des Comptes se transmet sur trois générations.

## Biographie

### Le procureur
Michel Bouvard de Fourqueux est conseiller au Parlement de Paris en 1703 et procureur de la Chambre des comptes en 1716 sur résignation de son père.
Il est procureur de la Chambre de justice de 1716, créée à l'instigation du duc de Noailles et de Rouillé du Coudray, pour condamner les affairistes qui spolient l'État et ainsi réduire la dette, C'est le duc de Noailles qui le propose pour cette fonction, alors qu'il exerce la même à la Chambre des comptes. Bouvard de Fourqueux a la réputation d'être intelligent et souple, qualités que Noailles apprécie. Bouvard de Fourqueux ne cherche pas à ruiner les financiers mais à faire des exemples. Finalement, les résultats sont maigres d'un point de vue financier, mais cette Chambre de justice permet de punir un grand nombre de malfaiteurs. On raconte qu'il se serait enrichi lors de cet épisode.

### Au Conseil de finances
Il entre au Conseil de finances en juillet 1717. Il y est sans attribution pendant quelques mois, avant de recevoir en décembre 1717 les dossiers portant sur le domaine du roi, le Grand Conseil et les bureaux des finances. Mais il exerce très peu de temps ses fonctions : après la démission du duc de Noailles en janvier 1718, le Conseil de finances devient une coquille vide. En effet, d'Argenson, y entre et, placé à la tête de la « direction et administration principale des finances », le met en sommeil en proposant seul les décisions. Après la fin de la polysynodie le 24 septembre 1718, par la suppression des conseils de la guerre, de conscience, des affaires étrangères et des affaires du dedans, le Conseil de finances continue en théorie d'exister, mais il n'a plus de conseil que le nom, le département des finances étant contrôlé par d'Argenson et Law. Le Conseil de finances est formellement supprimé quand Law devient contrôleur général des finances, en janvier 1720.

### Au sein d'un réseau
Bouvard de Fourqueux est suffisamment connu pour qu'une hypothétique parenté avec lui serve d'argument pour appuyer une sollicitation d'argent auprès d'un grand seigneur comme le Régent.
En 1730, après la mort de son oncle Hilaire Rouillé du Coudray, dont il est l'exécuteur testamentaire, Bouvard de Fourqueux organise la restitution au Trésor des chartes de manuscrits médiévaux que ce dernier conservait dans sa bibliothèque : un registre de chartes de l'époque de Philippe Auguste un datant de Jean II Le Bon et un autre de l'époque de Philippe Le Bel.
Il résigne sa charge de procureur de la Chambre des comptes en 1743, au profit de son fils Michel Bouvard de Fourqueux.

## Descendance
Michel Bouvard de Fourqueux et son épouse Claude Marie (ou Marguerite) Hallé, fille d'André Hallé, correcteur à la Chambre des Comptes, ont pour enfants :
- Agnès Bouvard de Fourqueux, née le 8 mars 1716, mariée le 18 juillet 1735 à Alexandre-Jacques de Pomereu[15],[16] ;
- Michel II Bouvard de Fourqueux, né à Paris le 20 août 1719 et mort à Paris le 3 avril 1789, éphémère contrôleur général des finances en avril 1787[7] et mari de Marie-Louise Auget de Monthyon, femme de lettres.

## Armoiries
| Blason | Blasonnement : D'azur à trois fasces d'or, accompagnées en chef d'un croissant et en pointe de trois étoiles rangées de fasce, le tout du même. |